# Маккартни, Стелла
Сте́лла Ни́на Макка́ртни (англ. Stella Nina McCartney; род. 13 сентября 1971 года) — английский модельер, дочь участника группы The Beatles сэра Пола Маккартни и фотографа, активистки за права животных Линды Маккартни. В своих коллекциях она не использует мех и кожу, поддерживает организацию PETA.

## Первые годы жизни
Родилась в Лондоне 13 сентября 1971 года, в семье Пола Маккартни и Линды Истман.
Была названа в честь бабушек по материнской линии: Стеллы и Нины, которая, как утверждается, была русской по происхождению. В детстве Стелла, две её старшие сестры и младший брат путешествовали по миру вместе с родителями и их рок-группой Wings (Крылья). По словам отца, на такое название группы его вдохновила история рождения Стеллы — роды были сложными и девочка появилась на свет в результате кесарева сечения, в то время как Пол находился за пределами операционной палаты и молился, чтобы она родилась «на крыльях ангела».
Несмотря на свою известность, Маккартни хотели, чтобы их дети жили насколько это возможно обычной жизнью, поэтому Стелла и остальные дети посещали местную государственную школу в Восточном Суссексе. По свидетельству Маккартни, во время учёбы в школе она как сама подвергалась издевательствам, так и участвовала в издевательствах над другими учениками. По словам Стеллы, с неё «даже в школе спрашивали по особому: как с дочки одного из битлов, которой всегда можно дать по рогам. Разумеется, приходилось ругаться и противостоять всему миру». Будучи в детстве дерзкой девчонкой, она не стеснялась посылать всех подальше, придерживаясь точки зрения, что не стоит обращать внимание на мнение остальных.
Что касается творчества знаменитого отца, то он регулярно давал дочери послушать новые песни, позволяя высказывать одобрение или критику.

## Карьера

### Начало работы
Стелла начала интересоваться дизайном одежды в возрасте 13 лет, тогда же она создала свой первый жакет. Спустя три года она стала интерном Кристиана Лакруа, работавшего над своей первой коллекцией одежды, и совершенствовала свои навыки, работая у Эдуарда Секстона, в течение нескольких лет бывшего портным её отца.
Основное образование получила в колледже дизайна Рэйвенсборн, дизайн одежды изучала в Колледже искусств и дизайна им. Святого Мартина. Её дипломную коллекцию на выпускном шоу в 1995 году бесплатно демонстрировали подруги и супермодели Наоми Кэмпбелл, Ясмин Ле Бон и Кейт Мосс. Сама коллекция была показана в сопровождении песни её знаменитого отца «Stella May Day». Шоу попало на первые полосы газет, а коллекция была продана магазинами Токио и Лондона под марками Browns, Joseph, Bergdorf Goodman and Neiman Marcus.
Оволактовегетарианка. Не использует мех и кожу при создании коллекций одежды, сотрудничает с PETA.
Некоторая продукция Стеллы сопровождена текстами, поддерживающими её зоозащитную политику, например, на рукаве одной из курток, разработанных ею для Adidas, красуется «подходит для спортивных вегетарианцев». Её отец также известен своим сотрудничеством с PETA в части протеста против дизайнеров, которые используют мех животных, и против тех, кто его носит. Стелла не отказывается от использования шерсти, шелка и других материалов животного происхождения.

### Chloé, Gucci, CARE
В марте 1997 года Стелла Маккартни была назначена креативным директором Парижского Дома моды Chloé, сменив на этом посту Карла Лагерфельда. Лагерфельд был не слишком впечатлён таким выбором дома и заявил, что «Chloé нужно было громкое имя. Они его получили, но в музыке, а не в моде. Будем надеяться, что она одарена так же, как её отец.» Несмотря на первоначальный скептицизм, разработки Маккартни принесли коммерческий успех и получили признание критики.
В 2001 году Стелла покидает Chloé для создания собственной одноимённой линии у Gucci. Линия состоит из четырёх магазинов: в Нью-Йорке (с 2002 года), Мэйфэре (c 2004 года), Лос-Анджелесе (открытого в день рождения дизайнера в 2005 году и включающего парфюмерную продукцию) и в Гонконге (открыт в 2008 году). В 2009 году Стелла открывает магазин в Париже в самом сердце сада Пале-Рояль.
В 2000 году получила титул «Дизайнер Года» от VH1/Vogue. Награду дочери вручал Пол Маккартни. Стелла поблагодарила его в своей речи и сказала, что посвящает награду своей покойной матери. Также в 2000 году Маккартни стала автором свадебного платья Мадонны для её бракосочетания с Гаем Ричи.
В январе 2007 года Стелла запускает линию продукции по уходу за кожей CARE, на 100 % состоящую из органических ингредиентов. Линия включает семь продуктов, от косметического молочка с абрикосом и мелиссой лимонной до тоника с зелёным чаем и цветами липы. Лицом марки стала голландская модель Бетт Франке.

### Совместные проекты
В 2004 году стала автором костюмов Мадонны для её Re-Invention World Tour, Энни Леннокс для её летнего турне и костюмов Гвинет Пэлтроу и Джуда Лоу для фильма Небесный капитан и мир будущего.
Также в сентябре 2004 началось долгосрочное партнёрство Стеллы с корпорацией Adidas. Линия дизайнера включает в себя женскую спортивную одежду для плавания, занятий на тренажёрах, бега, тенниса, зимнего спорта, сумки и аксессуары. Фаворитом самого автора стал брелок со специальным отражателем. В начале 2006 года брелок выпускался в форме розового сердца, к концу года — в форме головы серого волка. В январе 2007 года Стелла Маккартни анонсировала запуск коллекции для занятий йогой под маркой Adidas.
В 2005 году разрабатывает коллекцию одежды и аксессуаров для H&M чтобы расширить круг покупателей и сделать свою продукцию более доступной для поклонников. Коллекция, вышедшая в ноябре этого же года, имела близкое сходство с дорогими моделями Стеллы и была практически сразу распродана.
12 марта 2007 года ограниченным тиражом выходит коллекция, состоящая из 42 наименований, для эксклюзивной продажи в 100 магазинах сети Target в Австралии. Продукция была изготовлена в Китае, ценовой диапазон составил от 30$ за шёлковый шарфик до 200 $ за тренчкот из тафты. Покупательницам пришлось штурмовать магазины, поскольку большую часть коллекции скупили спекулянты для перепродажи на аукционе eBay с высокой наценкой. Однако позже значительная часть коллекции была возвращена в магазины с жалобами на странные, превышающие стандартные, размеры одежды. Возвращённая одежда не пользовалась спросом и была уценена на 60 %.
В начале 2008 года запускает линию сумок для LeSportsac. В коллекцию входят сумки для путешествий, чемоданы, аксессуары для младенцев и сумки для матерей с грудными малышами стоимостью от 200 $ до 500 $. Предназначена для продажи в магазинах «Стелла Маккартни» в Лос-Анджелесе и Нью-Йорке, некоторых бутиках LeSportsac и через интернет.
В 2009 году — разработка детской одежды для с розничной сети Gap, предназначенной для продажи в отдельных магазинах GapKids и babyGap в США, Канаде, Великобритании, Франции, Ирландии и Японии.
В январе 2010 года Маккартни объявила о начале сотрудничества с Disney для создания ювелирной коллекции по мотивам Алисы в стране чудес.
В июле 2010 Adidas, официальный партнёр Олимпийских и Паралимпийских игр в Лондоне 2012 году, объявил о назначении ведущего британского дизайнера Стеллы Маккартни креативным директором коллекции Adidas Team GB, отвечающим за разработку одежды как для атлетов, так и для болельщиков британской команды.
В первый раз в истории летних игр дизайнер будет работать с брендом спортивной одежды над созданием дизайна экипировки национальных команд. Adidas, поставляющий экипировку британской команде с 1984 года, предложил Стелле Маккартни должность креативного директора новой линии, чтобы у британских спортсменов в 2012 году была не просто лучшая, но и самая стильная форма. В результате легенда британского дизайна внесёт свой вклад в разработку самого инновационного спортивного снаряжения.
Болельщики также смогут приобщиться к стилю команды с новой коллекцией спортивной одежды Adidas Team GB, созданной дизайнером. Коллекция поступит в продажу осенью 2010 года и будет включать в себя как мужскую, так и женскую одежду.
Это новое назначение для Стеллы Маккартни, которая уже разрабатывает для бренда коллекцию женской одежды Adidas by Stella McCartney.
Стелла Маккартни так прокомментировала своё назначение: «Для меня, как для британского дизайнера, это удивительная, уникальная возможность быть креативным директором Team GB, особенно если учесть, что Англия — принимающая страна Олимпийских игр 2012 года».
Новая коллекция спортивной одежды Adidas by Stella McCartney оснащена светящимися в темноте вставками, с помощью которых велосипедистам облегчены условия передвижения в ночных условиях, а пробежки после длинного рабочего дня станут приятным и весёлым приключением.

### Критика
Маккартни всегда утверждала, что стала бы знаменитым модельером, даже если бы её отец не был Полом Маккартни. Отчасти это связано с предположениями, что Vendome, владельцы Chloé, назначили её не столько за талант, сколько для привлечения внимания. Однако в последнее время часть этих критиков признали её способности. Как пишет Vogue, «её первая коллекция для дома Chloé, показанная в Париже в октябре 1997 года, быстро рассеяла все сомнения относительно её таланта».
Известна в мире моды, как «Стальная Стелла» или «Безостановочная Стелла».
В ноябре 2007 года Стелла разработала серебряный кулон в форме одной ноги, вероятно с целью задеть бывшую жену своего отца Хизер Миллс, у которой ампутирована одна нога. Инсайдеры мира моды сочли это остроумным, но несколько выходящим за рамки разумного.

## Личная жизнь
30 августа 2003 года Стелла Маккартни вышла замуж за британского издателя Аласдэйра Уиллиса. Свадебное платье Стеллы представляло собой обновлённый вариант свадебного платья её матери 1969 года. В создании платья принимал участие Том Форд, её босс в Gucci.
У пары четверо детей: Миллер Аласдер Джеймс (род. 25 февраля 2005), Бейли Линда Олвин (род. 8 декабря 2006), Бекетт Роберт Ли (род. 8 января 2008) и Рэйли Дайлис Стелла (род. 23 ноября 2010).
Стелла, как и её муж, является членом Королевского британского легиона.